# Просилио
Просилио (грч. Προσήλιο) је насељено место у општини Катерини у периферији Средишња Македонија, Грчка. Према попису из 2021. године било је 158 становника.
Насеље је подигнуто после Грчког грађанског рата и први пут се помиње на попису из 1961. године са 60 становника.